# Danaos Corporation
Die Danaos Corporation ist eine Athener Reederei, die Containerschiffe betreibt und an Linienreedereien verchartert. Das an New Yorker Börse gehandelte Unternehmen gilt als einer der wichtigsten Eigner von Containerschiffen (Non-Operating Owner) weltweit.

## Geschichte
Das Unternehmen wurde 1972 als Danaos Shipping von Dimitri Coustas gegründet der zuvor rund ein Jahrzehnt Berufserfahrung auf dem Gebiet der Schiffsfinanzierung gesammelt hatte. 1987 betrieb die Reederei drei Mehrzweckfrachter und der Gründer wurde von seinem Sohn John Coustas als CEO abgelöst. 1998 wurde das Unternehmen unter dem Dach der Danaos Holdings Limited mit Hauptsitz in Liberia zu einer Einheit zusammengefasst. Im Jahr 2005 wurde der Hauptsitz nach Majuro auf den Marshallinseln verlegt und der Name Danaos Corporation gewählt. Das operative Geschäft wird aus Athen und Hamburg geführt, während für die Bemannung Büros in der Ukraine und Russland zuständig sind. Die eigentliche Bereederung der Flotte erfolgt über das Unternehmen Danaos Shipping mit Sitz auf Zypern.
Heute (April 2024) betreibt das Unternehmen 68 Containerschiffe mit einer Gesamtkapazität von rund 424.000 TEU sowie sieben Massengutschiffe mit einer Tragfähigkeit von zusammen 1.231.071 Tonnen.